# Dandismo negro

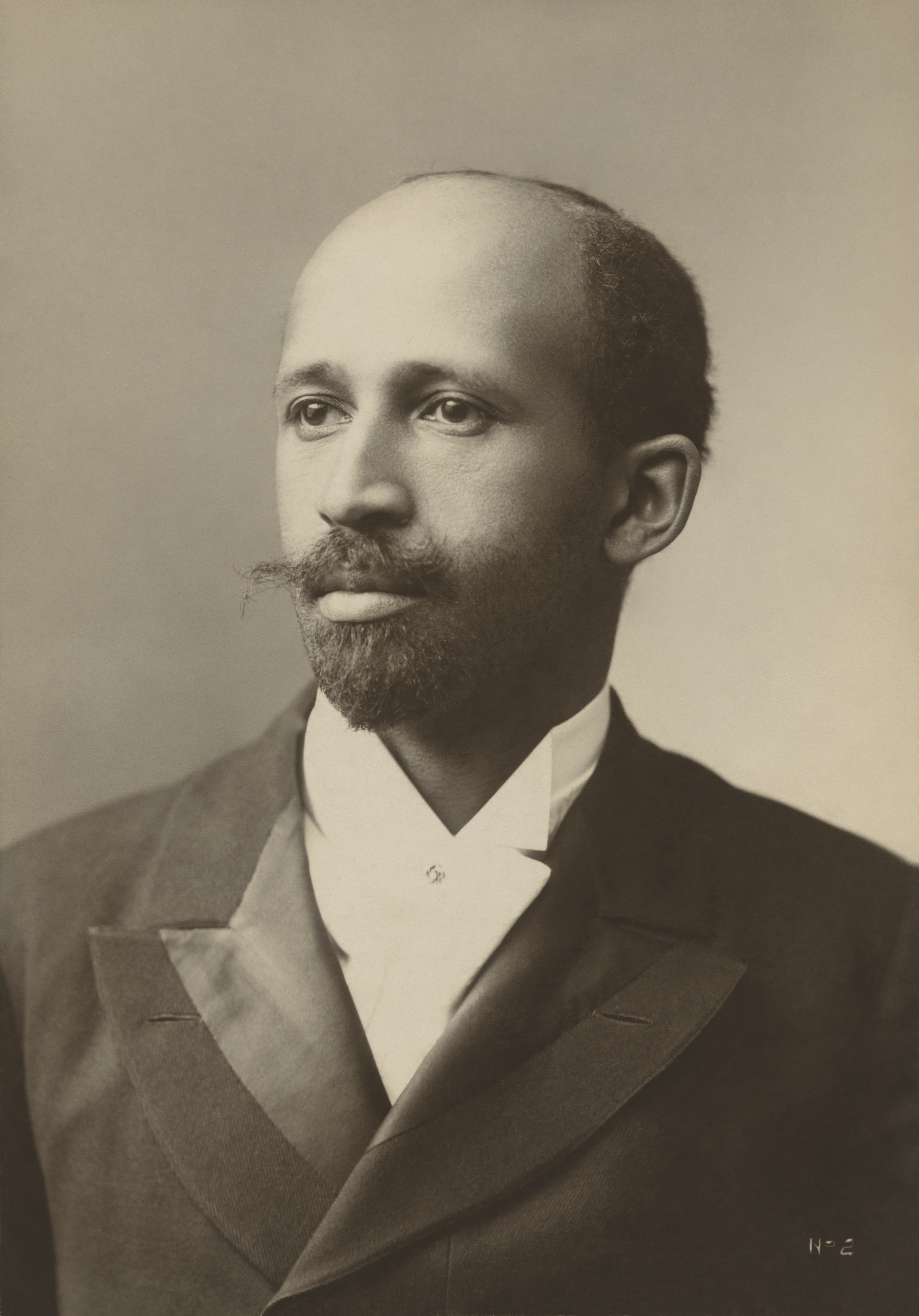
W. E. B. Du Bois en 1907.

El dandismo negro es un movimiento cultural y un estilo de moda en el que las personas negras usan la vestimenta y el estilo personal, específicamente la sensibilidad históricamente europea del dandi, como una forma de autoexpresión y una manera de abordar las limitaciones sociales. Comenzó a fines del siglo XIX y principios del siglo XX después de la Emancipación, y tuvo mucho impulso especialmente durante el Renacimiento de Harlem; fue elegido como tema de la Met Gala para 2025.

## Historia

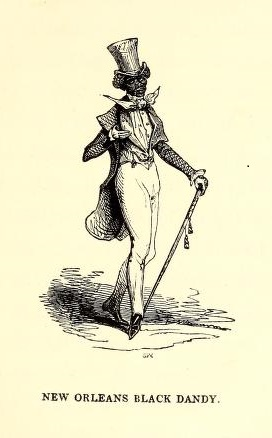
Un personaje «dandi negro» de Nueva Orleans de «Mrs. Houstouns Yachting» (New World, 1844).

Si bien el dandismo negro existió en el siglo XIX, el dandismo negro como movimiento cultural comenzó a principios del siglo XX y se inspiró en el dandi, una estética de búsqueda de la individualidad «al estar impecablemente arreglado y vestido», del siglo XVIII. En concreto, surgió después de la época de la Emancipación y durante el Renacimiento de Harlem, cuando los individuos negros adoptaron la moda «al estilo europeo», como los zoot suit que se usaban en los salones de baile, para mostrar autonomía frente a la discriminación racial y las restricciones sociales. Además del florecimiento de la música, la literatura y las artes en general del Renacimiento de Harlem, las personas negras también se vieron obligadas a defender y experimentar con un nuevo sentido de «identidad visual» a través de la vestimenta.
Una reunión masiva de la estética dandyista negra fue el Desfile de Protesta Silenciosa, en 1917, durante el cual más de diez mil individuos negros vestidos de etiqueta marcharon por la Quinta Avenida, en Manhattan, en la ciudad de Nueva York, para protestar contra la discriminación de la era de leyes Jim Crow. Décadas más tarde, en 1943, innumerables hombres negros, latinos y asiáticos, todos vestidos con trajes zoot, fueron agredidos por oficiales de policía y militares en medio de los disturbios del Zoot Suit como reacción contra la adopción del estilo por parte de las comunidades minoritarias.
A partir de entonces, el dandismo negro encontró resonancia en el posterior movimiento de poder negro, con practicantes como Dizzy Gillespie, Langston Hughes, James Baldwin, Sammy Davis Jr., Malcolm X y Kid Creole. Más recientemente, el dandiismo negro ha sido exhibido y reinventado en desfiles de moda de diseñadores como Dior, Balmain, Martine Rose y Thom Browne, y los looks mostrados por Chadwick Boseman y Kai-Isaiah Jamal, así como por mujeres como Janelle Monáe y Doechii, han sido identificados como representaciones más recientes del estilo.

## Estética

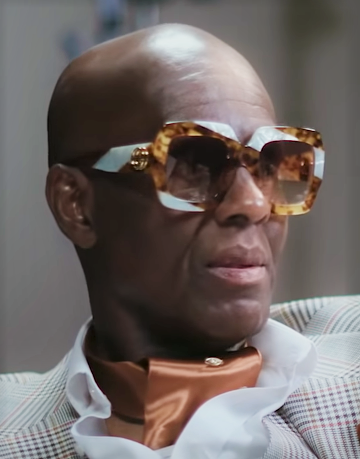
Dapper Dan en 2019.

Como estética de culturas combinadas, el dandismo negro se caracteriza generalmente por su mezcla dinámica de estilos clásicos con sensibilidades modernas. Monica L. Miller, profesora de estudios africanos en Barnard College, escribió que el dandiismo negro era una respuesta a la historia de la esclavitud en los Estados Unidos, donde los africanos «llegaban a América física y metafóricamente desnudos, una aparente tabula rasa sobre la que podían imponerse las modas europeas y estadounidenses». El dandismo negro era, por lo tanto, un medio para reivindicar el cuerpo negro, a través del acto de vestirse, y encontrar expresiones autoafirmativas de la negritud frente a las imposiciones existentes.

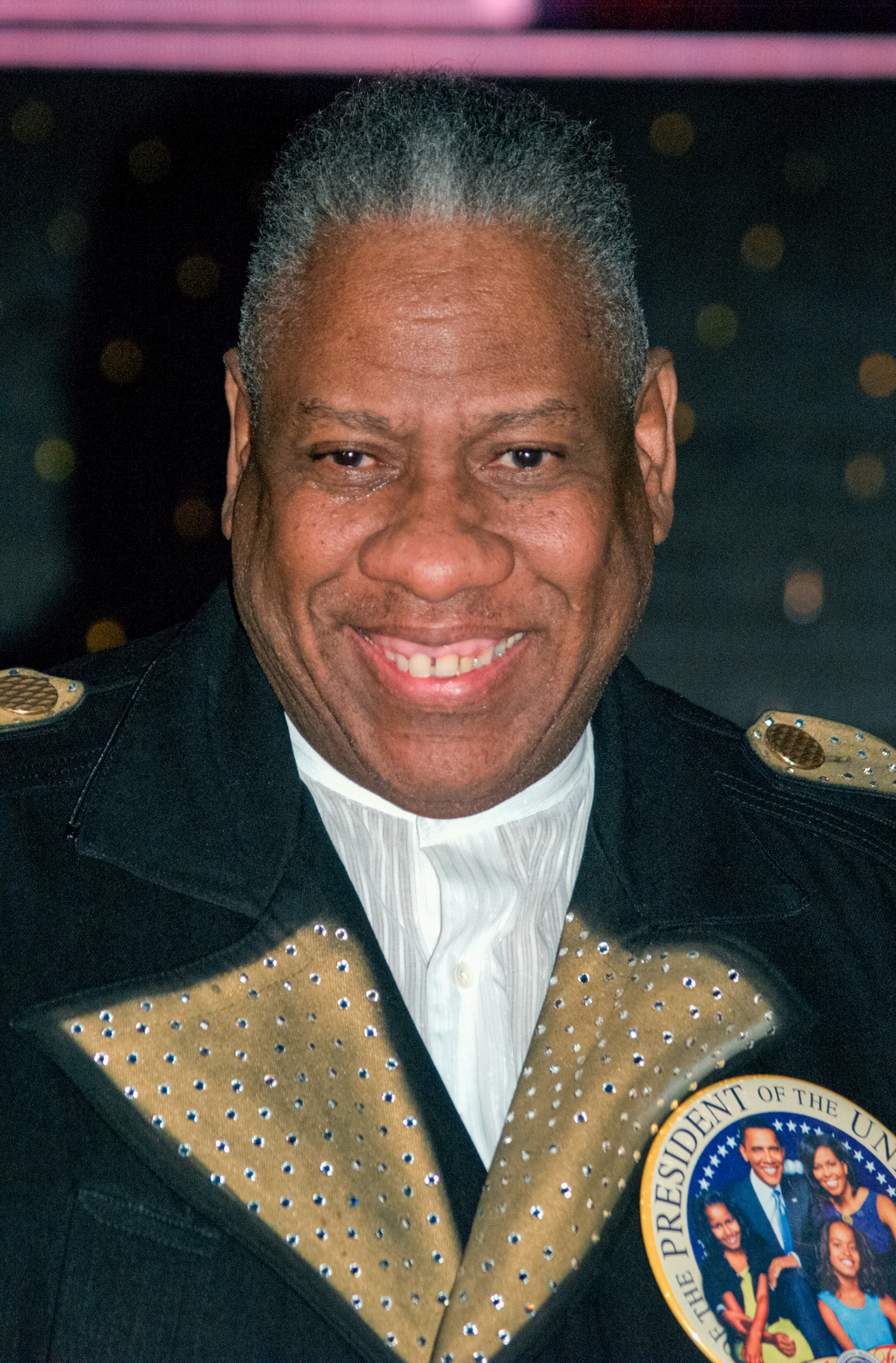
André Leon Talley en 2009.

Ruth E. Carter, la primera mujer negra en ganar el Óscar al mejor diseño de vestuario, afirmó que «el dandismo negro es una forma de actuación, identidad e individualidad» que existe sin un sentido de género. También asoció el «vestirse elegante» con un acto de rebelión y provocación. El dramaturgo y actor Jeremy O. Harris llamó al dandi negro «el tipo de hombre que hace alarde de sus bienes elevados para gran asombro y temor de muchos a su alrededor... un reescritor de narrativas, las narrativas talladas en la comprensión de una sociedad sobre las comunidades de las que ha surgido el dandi».
Artsy nombró a artistas como Barkley L. Hendricks, Tyler Mitchell, Nick Cave, Cornelius Annor, Derek Fordjour, Bisa Butler y Audrey Lyall como evocadores del dandismo negro moderno.

## Met Gala
El tema de la Met Gala de 2025 fue «Superfine: Tailoring Black Style», basado en el dandismo negro, y marca el primer tema de la Gala del Met dedicado a diseñadores negros. Este tema está inspirado en una exposición de primavera de 2025 del mismo nombre, «Superfine: Tailoring Black Style», en el Costume Institute, que explora la historia y la influencia del dandiismo negro en el mundo occidental. Precious Moloi-Motsepe se había asociado con la Met Gala, colaborando con Vogue y el Centro de Vestuario Anna Wintour, en la exposición.
La exposición, comisariada por Monica L. Miller y Andrew Bolton, examinó cómo la ropa y el estilo han dado forma a las identidades negras y al papel del dandi negro. Sus 12 secciones de exhibición son Ownership, Presence, Distinction, Disguise, Freedom, Champion, Respectability, Jook, Heritage, Beauty, Cool and Cosmopolitanism («Propiedad, Presencia, Distinción, Disfraz, Libertad, Campeón, Respetabilidad, Jook, Herencia, Belleza, Cool y Cosmopolitismo»). Entre los presidentes y anfitriones del evento se encuentran Monáe, Colman Domingo, ASAP Rocky, LeBron James, Pharrell Williams y Lewis Hamilton, entre otros. También cuenta con la curaduría de Miller, cuyo libro de 2009, Slaves to Fashion: Black Dandyism and the Styling of Black Diasporic Identity, inspiró el tema de la gala. El evento recaudó 31 millones de dólares, un récord en la historia de la gala.

## Lectura adicional
- Lewis, Shantrelle P. (30 de mayo de 2017). Dandy Lion: The Black Dandy and Street Style (en inglés). Aperture Foundation, Incorporated. ISBN 978-1-68395-182-7. Consultado el 5 de mayo de 2025.

- Datos: Q134324770